# 망가 타임 키라라 캐럿
《망가 타임 키라라 캐럿》(일본어: まんがタイムきららキャラット 만가 다이무 기라라 갸롯토[*], 《망가 타임 키라라 Carat》(まんがタイムきららCarat)이라고 표기되는 경우도 있다)는, 호분샤 발행의 4컷 만화 전문 잡지다. 원칙적으로 매월 28일에 발매되고 있다. B5판, 평철이다.

## 특징
《망가 타임 키라라》, 《망가 타임 키라라 MAX》 및 《만가 타임 키라라 포워드》와는 자매지의 관계에 있다. 또한, 증간지로서 《코믹 에일!》이 있었다. 2011년 현재, 표지에 캐치프레이즈의 표기는 없지만, 웹사이트상에서는 '귀여운 뉴웨이브♪'라고 표기되어 있다. 그 전에는 "귀여운 뉴웨이브 매거진!"외 키라라 본지와 마찬가지로 '두근두근☆비주얼 4컷 만화 잡지'라는 표기였다.
《망가 타임 키라라》의 자매지이기 때문에 내용도 닮았다. 또, 특히 창간 초기는 아라이 체리의 《삼자삼엽》, 카키후라이의 《케이온!》 등, 《망가 타임 키라라》 등 자매지와 병행하여 연재하고 있는 작품도 있었다.
초기의 작품에는 여성 핵심 계층 독자의 혼입을 노린 남성 캐릭터의 대부분 나온 판타지물이 많이 게재되고 있었다. 또 일반 잡지로부터의 독자의 혼입을 노리고, 타케모토 이즈미, 쿠루미 치노와 같은 베테랑 작가나, 오하시루이, 요시다 미키코, 후지시마 준과 같은 일반지에서 실적이 있는 작가도 비교적 많이 부르고 있었지만, 격월간화했을 무렵에는 《키라라》와 거의 같은 경향의 작품이 대부분을 차지하게 되었다.
창간 당초는 적극적으로 여성 작가를 획득하고, 여성적인 도안이나 '모에'의 노선을 내세운다' 이러한 경위로부터 《망가 타임 키라라》 및 자매지의 독자층은 남성이 압도적으로 많지만 이 잡지에서는 여성으로부터의 인기도 모이고 있어, 키라라계 타지의 독자층의 남녀 비율이 대체로 남성 9: 여성 1인데 반해 《캐럿》에서는 남성 8: 여성 2와 여성 독자의 비율이 약간 높아지고 있다고 한다.

## 역사

### 타지 증간 시대
- 2003년
  - 1월 18일 - 만화 홈 2003년 3월호 증간으로서 창간(Vol.1). 당시는 중철이었다.
  - 4월 18일 - 만화 홈 2003년 6월호 증간으로서 Vol.2 발매.
  - 10월 18일 - 만화 홈 2003년 12월호 증간으로서 Vol.3 발매.
- 2004년 2월 24일 - 망가 타임 키라라 2004년 4월호 증간으로서 Vol.4 발매. 이 호로부터 격월간행됨과 동시에 평철이 되었다.
- 2005년
  - 4월 24일 - 망가 타임 키라라 2005년 6월호 증간으로서 Vol.11 발매. 이 호로부터 매월 간행이 된다.
  - 8월 24일 - 망가 타임 키라라 2005년 10월호 증간으로서 Vol.15 발매. 이 호가 증간지 마지막 간행이 된다.

### 독립 창간 이후
※ 2019년 6월 28일 현재 통권호수는 NO.166 까지, 창간연수는 14년째 .
- 2005년 9월 28일 - 망가 타임 키라라 캐럿 2005년 11월호 에서 독립 창간. 통권호수도 NO.1 이 되어 그와 함께 발매일도 매월 24일 간행에서 매월 28일 간행으로 변경된다.
- 2008년 12월 27일 - 망가 타임 키라라 캐럿 2009년 2월호가 간행. 표지 오른쪽 상단에 불어서 문자 추가된다.
- 2009년
  - 5월 28일 - 망가 타임 키라라 캐럿 2009년 7월호가 간행. 배표지의 표현 형태(일부의 문자와 월호 문자)·통산호수 서체가 일부 변경된다.
  - 8월 28일 - 망가 타임 키라라 캐럿 2009년 10월호가 간행. 《GA 예술과 아트 디자인 클래스》 3권의 바꾸기 신작 커버가 부록.
  - 10월 28일 - 망가 타임 키라라 캐럿 2009년 12월호가 간행. 이 호로 통권호수가 No.50이 된다.
- 2010년 9월 28일 - 망가 타임 키라라 캐럿 2010년 11월호가 간행. 이 호로 독립 창간 5주년 이 되어, 《특별 기념 소책자 캐럿 짱》이 부록.
- 2011년
  - 4월 28일 - 망가 타임 키라라 캐럿 2011년 6월호가 간행. 《A채널》 2권의 신작 덮개 커버가 부록.
  - 5월 28일 - 망가 타임 키라라 캐럿 2011년 7월호가 간행. 《A채널》의 갈아입기 클리어 파일이 부록.
  - 10월 28일 - 망가 타임 키라라 캐럿 2011년 12월호가 간행. 《GA 예술과 아트 디자인 클래스》의 클리어 책갈피 시트가 부록.
- 2013년 12월 28일 - 망가 타임 키라라 캐럿 2014년 2월호가 간행. 제100호 기념호. '전 연재 작품 캐릭터들이 오리지널 노트'가 부록.
- 2015년 9월 28일 - 망가 타임 키라라 캐럿 2015년 11월호가 간행. 독립 창간 10주년 기념호. '연재진 신작 그림엽서 세트'가 부록.
- 2020년 9월 28일 - 망가 타임 키라라 캐럿 2020년 11월호가 간행. 독립 창간 15주년 기념호. '특별 기념 소책자 캐럿 짱 15세'가 부록.
- 2022년 4월 28일 - 망가 타임 키라라 캐럿 2022년 6월호가 간행. 제200호 기념호. 《길모퉁이 마족》의 클리어 파일이 부록. 200호 기념 기획으로서 4월 28일 0시부터 5월 7일 8시까지의 200시간 한정으로 '캐럿 짱'의 Twitter 계정을 개설. 일러스트는 호로다가 담당.[3][4]

### 캐럿 증간지
- 망가 타임 키라라 캐릭터 증간 COMIC YELL! - 코믹 에일! - Vol.1 - Vol.12 를 간행해 휴간.

- 망가 타임 키라라 캐릭터 증간 망가 타임 키라라☆마기카
  - 《마법소녀 마도카☆마기카》를 전문으로 취급한 증간. Vol.1이 7월 증간으로서 2012년 6월에 발행해, 이후 격월 발행. 2017년 2월 발행의 Vol.30을 가지고 정기간행을 종료하고, 부정기간행으로 이행.

## 미디어 믹스

### 애니화 작품
- 히다마리 스케치
- 동인워크
- 케이온!
- GA 예술과 아트 디자인 클래스
- A채널
- 킬 미 베이비
- NEW GAME!
- 블렌드 S
- 아니마 엘!
- 길모퉁이 마족
- 사랑하는 소행성
- 뒤떨어진 후르츠 타르트
- RPG 부동산